# Ото Вилхелм фон Золмс-Зоненвалде
Ото Вилхелм фон Золмс-Зоненвалде (на немски: Otto Wilhelm zu Solms-Sonnenwalde; * 25 август 1701 в Поух; † 8 февруари 1737) е граф на Золмс-Зоненвалде-Кропщет. Той е камерхер в Курфюрство Саксония.
Той е третият син на граф Ото Хайнрих фон Золмс-Зоненвалде (1654 – 1711) и съпругата му Шарлота София фон Крозигк (1664 – 1706), наследничка на Ной-Рьоза, дъщеря на майор генерал Георг Рудолф фон Крозигк и Хедвиг Сибила фон Волферсдорф.
Брат е на Фридрих Еберхард фон Золмс-Зоненвалде (1691 – 1752), Карл Кристиан фон Золмс-Зоненвалде (1692 – 1714, убит в Динант), Йохан Георг фон Золмс-Зоненвалде (1704 – 1796), Адолф Лудвиг фон Золмс-Текленбург-Рьоза (1706 – 1750/1760/1761), Густав Фердинанд фон Золмс-Зоненвалде (1708 – 1725), и на Ернестина Елизабет фон Золмс-Зоненвалде (1695 – 1730), омъжена 1722 г. за граф Фридрих Зигизмунд II фон Золмс-Барут (1669 – 1737).

## Фамилия
Ото Вилхелм фон Золмс-Зоненвалде се жени на 14 юни 1726 г. в Берлин за Доротея Сабина фон Арним (* 8 април 1707 в Бойценбург; † 11 октомври 1738 в Кропщет), дъщеря на пруския министер Георг Дитлоф фон Арним-Бойценбург (1679 – 1753) и графиня Доротея Сабина фон Шлибен (1686 – 1754). Те имат три деца:
- Карл Георг Хайнрих фон Золмс-Зоненвалде (* 28 април 1728 в Поух; † 21 юли 1796), граф на Золмс-Зоненвалде, Верндорф, Халтауф и Келе, женен на 12 ноември 1760 г. за Йохана Улрика фон Мюнстерберг и Мюнхенау (* 2 май 1730; † 12 септември 1797)
- Виктор Фридрих фон Золмс-Зоненвалде (* 16/18 септември 1730 в Бойценбург; † 24 декември 1783 в Берлин), граф на Золмс, Алт-Поух, пруски дипломат, женен на 20 май 1754 г. за графиня Фридерика Вилхелмина Шарлота фон Дьонхоф (* 19 септември 1726; † 4/7 януари 1794 Берлин)
- Йохан Вилхелм фон Золмс-Зоненвалде (* 28 юни 1732; † сл. 1738)